# Idaea brevissimipes
Idaea brevissimipes är en fjärilsart som beskrevs av Claude Herbulot 1955. Idaea brevissimipes ingår i släktet Idaea och familjen mätare. Inga underarter finns listade i Catalogue of Life.